# Dimetyloglioksym
Dimetyloglioksym – organiczny związek chemiczny z grupy oksymów. Jest stosowany w analizie chemicznej (jako odczynnik Czugajewa) do wykrywania szeregu metali, zwłaszcza jonów niklu (Ni2+):
Reakcja ta jest bardzo czuła – pozwala wykryć jedną część niklu w 400 tysiącach części wody (tj. 2,5 ppm).

## Otrzymywanie
Dimetyloglioksym można otrzymać w reakcji butanonu i azotynem etylu (lub innymi estrami alkilowymi kwasu azotawego) w środowisku kwasu solnego, która prowadzi do monooksymu diacetylu. Uzyskany związek pośredni poddaje się reakcji z solą sodową kwasu hydroksyloamino-1-sulfonowego:
W drugim etapie można też użyć chlorowodorku lub siarczanu hydroksyloaminy.

## Zasada oznaczania niklu z użyciem dimetyloglioksymu
Próbkę zawierającą nikiel rozcieńcza się i ogrzewa z niewielką ilością kwasu solnego. Następnie dodaje się alkoholowy roztwór dimetyloglioksymu oraz wodę amoniakalną do wyraźnego zapachu amoniaku. Mieszaninę ogrzewa się w około 70 °C przez jedną godzinę. Powstały osad sączy się i suszy do stałej masy w temperaturze około 120 °C.
Podczas analizy należy unikać nadmiaru alkoholu (nie powinien przekroczyć 1/3 objętości mieszaniny) i kwasowego środowiska gdyż powstający kompleks jest w nich rozpuszczalny, a to może zaniżyć masę analizowanej próbki.
- Dimetyloglioksymian niklu,Ni(dmg)<sub

"Dimetyloglioksymian
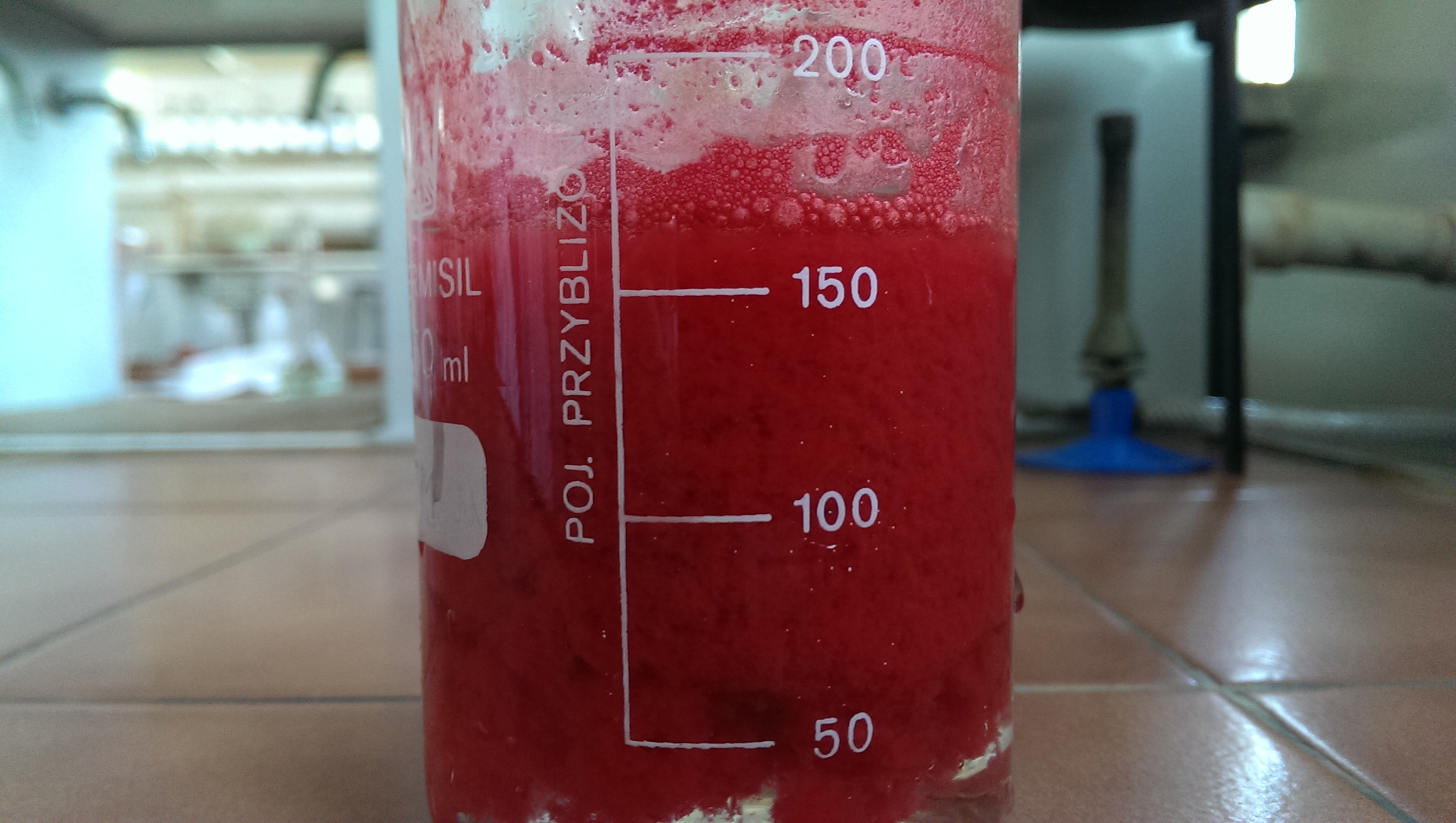
Świeżo strącony osad
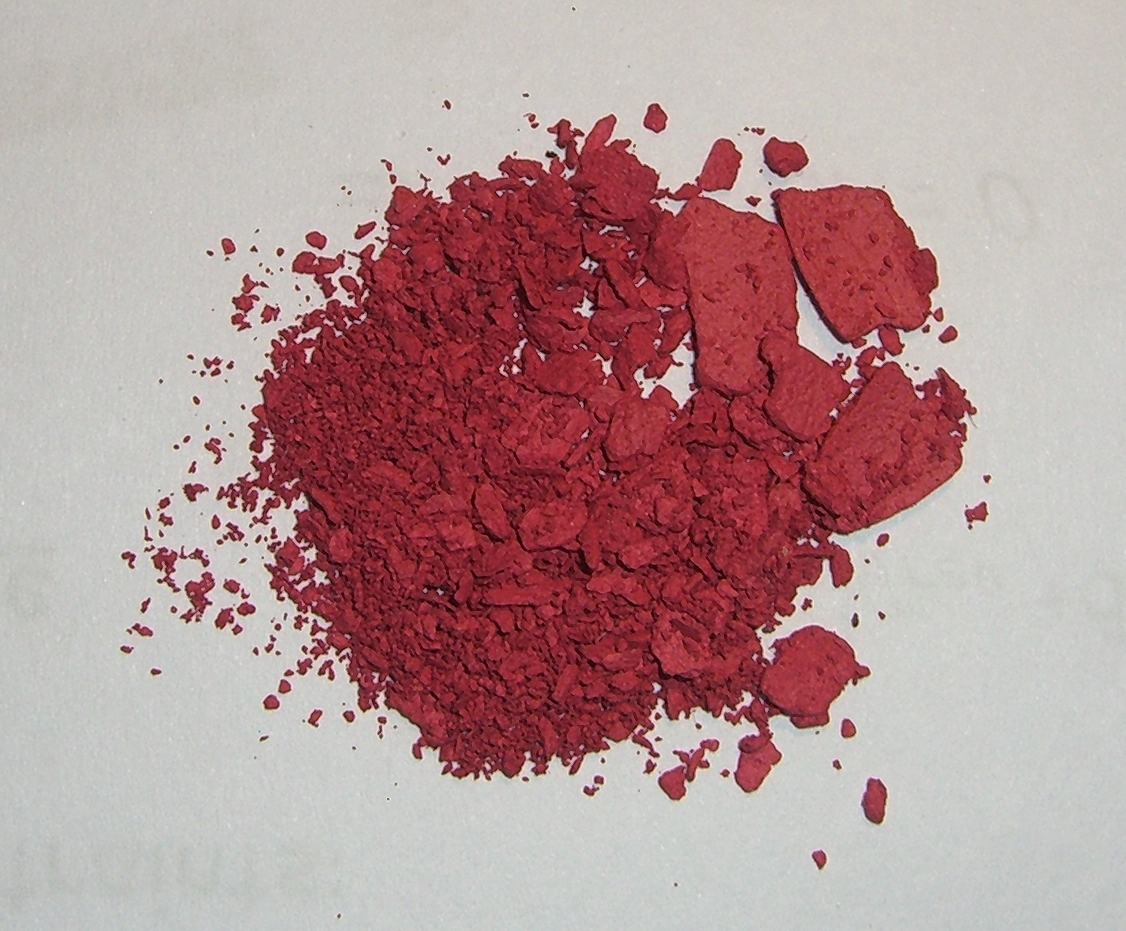
Związek w formie proszku